# Thomas-Marie Royou
 (décembre 2020).
Si vous disposez d'ouvrages ou d'articles de référence ou si vous connaissez des sites web de qualité traitant du thème abordé ici, merci de compléter l'article en donnant les références utiles à sa vérifiabilité et en les liant à la section « Notes et références ».
Pour les articles homonymes, voir Royou.
Thomas-Marie Royou, né le 25 janvier 1743 à Quimper et mort le 21 juin 1792 à Paris, connu sous le nom d’abbé Royou, est un professeur de philosophie qui s'illustra comme journaliste.

## Biographie
Il est connu avant la Révolution française comme adversaire du parti philosophique au sein de l'Année littéraire dirigé par Élie Fréron, dont il est le beau-frère. 
En 1776, au décès de son beau-frère Elie Fréron, il prend en main la direction de l'Année Littéraire, que son neveu Louis-Marie Stanislas Fréron trop jeune ne pouvait assurer. 
L'abbé Royou fut journaliste au Journal de Monsieur dont l'Académie obtint la suppression, en 1783, pour un compte-rendu de séance irrespectueux.
À la Révolution, en 1790, avec Galart de Montjoie, Julien Louis Geoffroy et Jacques Corentin Royou, son frère, il fonde L'Ami du roi, un organe ultraroyaliste – sans doute le plus important. Il y écrit des articles très appréciés dans les milieux contre-révolutionnaires. 
Le 4 mai 1792, un décret supprime l'Ami du roi ; l'abbé Royou  est accusé d'abus de liberté de presse et traduit devant la Haute Cour. Malade, l'abbé se cache et meurt peu après.
Il est le frère de l'historien Jacques-Corentin Royou.

## Publications
- Le monde de verre réduit en poudre ou Analyse et réfutation des Époques de la nature de celle de M. le comte de Buffon, Paris, 1780[2]
- Étrennes aux beaux-esprits, 1786[3]